# Plectiscidea eurystigma
Plectiscidea eurystigma är en stekelart som först beskrevs av Thomson 1888.  Plectiscidea eurystigma ingår i släktet Plectiscidea och familjen brokparasitsteklar. Arten är reproducerande i Sverige. Inga underarter finns listade i Catalogue of Life.